# ミネルバトンサーガ ラゴンの復活
『ミネルバトンサーガ ラゴンの復活』（ミネルバトンサーガ ラゴンのふっかつ）は、タイトーが発売したゲームソフト。
1987年10月23日にファミリーコンピュータ用のロールプレイングゲームとして発売された。発売時のキャッチコピーは「大人になる前に どうしてもしておきたい大仕事がある」。パッケージイラストは米田仁士が担当している。

## ゲーム内容

### システム
バッテリーバックアップによるセーブが可能である。これは同システムを宣伝文句にうたった『ドラゴンクエストIII そして伝説へ…』（1988年）に先駆けていた。
街中での会話時には画面とBGMが切り替わる演出がなされる。全ての街で仲間を生き返らせる費用や宿泊費が一律の値段となっている。
戦闘になるとアクション画面に切り替わり、敵に体当たりするか、飛び道具である弾や仲間の魔法によってダメージを与えることができる。
また最終ボス戦も含め、すべての戦闘から100%逃げられるようになっている。
傭兵を雇い戦わせることも可能である。傭兵は斡旋所で仲間にすることができる。彼らは戦闘中にのみ呼び寄せることができ、主人公達とは別に経験を積むことでクラスアップもする。プレーヤーが操作するのではなく、傭兵達自身が自動で敵と戦うシステムとなっている。戦闘終了時には傭兵の傷は全快するが、死亡した傭兵は二度と生き返ることはない。主人公達と傭兵達との切替えは戦闘途中でも可能であるため、プレーヤーが操る主人公で敵を瀕死にさせ、傭兵達が敵のトドメを刺すことで傭兵達のレベル上げをサポートすることもできる。さらに、切替え後も主人公達が放つ弾や魔法は消えずに継続して飛んでいくため、傭兵達では倒せない強い敵を先に放っておいた弾や魔法で倒す事も可能である。
傭兵とは異なるものとして、仲間も存在する。彼らにはそれぞれの物語があり、その目的のために主人公に協力するなどして、次々と入れ替わっていく。彼らは主人公と共に自動で戦うが、経験値の概念がなく敵を倒しても一切成長はしない。仲間が倒した敵の経験値も全て主人公のものとなる。しかし、仲間の交代時に彼らの装備品は継続されゲーム進行の手間が省かれている。仲間は2人までで射手タイプと魔道師タイプに分かれ、仲間枠に空きがあってもタイプが同じもの同士は仲間にならず新しい方に更新される。
物語が進むごとに南オフェーリア住人の会話も次々と変化していき、ゲーム序盤のフィールドに現れていた敵もより強い敵に変わっていく事も特徴である。物語の大筋には関係しない手紙を運搬するイベントなどもある。
パーティーは主人公を頂点に、三角形に陣して動く。動いているとたまに角を曲がれなかったり、街中の木や壁に引っかかるなどして、主人公と逸れると勝手にパーティーを抜けてしまうほか、逸れたため追い掛けようとすると、主人公と同じ方向へ同じスピードで進むので中々追いつけずもどかしい場合がある。
しかも、キャラクターデザインが街の住民と変わらないため、特に早歩きの裏技を使用していると逸れたキャラが探しにくくなる。ただし、どうにか追い付く事が出来れば、何事も無かったかのようにパーティーに戻る。

## ストーリー
主人公は、暗黒神の王子ラゴンによって滅ぼされた王国において、ただ1人生き残った王子。幼子の時に神官ゼラの手により助けられた主人公は、己の正体を知らぬままミネルバトンの南オフェーリアの街ローランで隠遁していた。ある時、ゼラは自らの命の灯火が消えつつあることを悟り、主人公に真実を告げた。自らの宿命を知った主人公は、打倒ラゴンへの長い戦いを始めることになる。

## キャラクター
主人公（名前はプレイヤーが設定）
ラゴンによって滅ぼされた王国の王子。ちなみに続編である『シルヴァ・サーガ』では、レオンという名前が設定されている。
ルー
旅人の青年。故郷に帰るために主人公に同行する。
ジノー
シバイの街の豪商。暇を持てあまし仲間になる。
ワンユイ
ローランの街にいる魔術師。主人公が王子と知り仲間になる。
カロン
ラムルーン神殿の神官。神殿に戻るのを条件に仲間になる。
イザム
魔女セレンの恋人。セレンを元に戻すために仲間になる。
ゼン
魔道師。嘆きの谷の岩の封印を解くために仲間になる。
モッグ
赤の魔道師。アッシュの村で仲間になる。
テルナ
青の魔道師。ユリア神殿にて仲間になる
ゼナ
ラゴンによって封印されていた大魔道師。最後の仲間。
ルーナ
ユリアの巫女。弓の使い手。仲間では唯一の女性。最後に主人公と結婚する。

## 評価
- ゲーム誌『ファミコン通信』の「クロスレビュー」では、5・8・8・5の合計26点（満40点）となっており[2]、レビュアーの意見としては「方向性が薄いのが気になった」、「ストーリー的にも奥が深く、ショボい画面のわりにはケッコウだ」などと評されている[2]。
- ゲーム誌『ファミリーコンピュータMagazine』の読者投票による「ゲーム通信簿」での評価は以下の通りとなっており、20.93点（満30点）となっている[1]。また、同雑誌1991年5月10日号特別付録の「ファミコンロムカセット オールカタログ」では、「マップはドラクエIIのなんと4倍!! 地形も変化に富んでいてかなり大変だ」と紹介されている[1]。

| 項目 | キャラクタ | 音楽 | 操作性 | 熱中度 | お買得度 | オリジナリティ | 総合  |
| 得点 | 3.56       | 3.43 | 3.45   | 3.77   | 3.39     | 3.33           | 20.93 |
- ゲーム誌『OLD GAMERS白書vol.2 ロールプレイングゲーム編』では、攻略情報浸透度が8点（満10点）となっており、「目的を見失いやすいRPG故に攻略情報は必要。かなり詳しい解説も存在し、クリアは容易だろう。」と評されている。[3]
- ゲーム誌『ユーズド・ゲームズ VOL.11』では、カセット本体の当時の入手難易度がやや難とされており、「ファミコンRPG初期の秀作「ミネルバトンサーガ」。本作は、美しいBGMと斬新なシステムが光る一品だ。」と評されている。[4] なお、当内容はゲーム誌『RPG伝説 80年代編』にも再集録される形で記されている。[5]

## 派生シリーズ
- シルヴァ・サーガ（ファミリーコンピュータ）
- シルヴァ・サーガ2（スーパーファミコン）
- ガデュリン（スーパーファミコン）